# Padiese
Padiese (còn được viết là Padieset, Pediese, Padiiset), là một Đại tư tế của Ptah tại Memphis sống vào thời kỳ Vương triều thứ 22 trong lịch sử Ai Cập cổ đại. Ông phục vụ qua 3 đời pharaon: Shoshenq III, Shoshenq IV và Pami.

## Gia tộc
Padiese là con trai của Takelot B, người mang danh hiệu Đại tư tế của Ptah trước đó, với công chúa Tjesbastperu (con gái của pharaon Osorkon II). Takelot B là con trai của vương tử Shoshenq D (con trai trưởng của pharaon Osorkon II với vương hậu Karomama I), vì vậy Padiese là chắt của vua Osorkon II. Padiese tập tước Đại tư tế và "Thủ lĩnh của người Meshwesh" từ cha của ông, Shoshenq D.
Padiese có ba người vợ được chứng thực khá rõ ràng, mỗi người vợ sinh cho ông được một người con trai, đều trở thành các tư tế của thần Ptah.
- Tairy, sinh Peftchauawybast B, trở thành Đại tư tế kế vị Padiese.
- Heres, sinh Tiểu tư tế Takelot D.
- Setairet, được gọi với danh hiệu "Chánh phi trong hậu cung tại Memphis", sinh Tiểu tư tế Harsieset H.

## Hoạt động
Dưới thời trị vì của Shoshenq III, Padiese đã tiến hành chôn cất bò thần Apis thứ 29 vào năm trị vì thứ 28 của vị vua này, cùng với hai người con là Peftchauawybast B và Takelot D. Việc này được ghi chép lại trên tấm bia IM3749 (hiện được lưu giữ tại Bảo tàng Louvre). Trên tấm bia này, Peftchauawybast B được gọi là một đại tư tế. Có thể đoán rằng, Padiese đã giao lại chức vụ tư tế cho các con của ông, nhưng ông vẫn nắm giữ quyền hành tối cao của một Đại tư tế.
Dưới thời trị vì của Pami, một lần nữa Padiese đã chủ trì nghi lễ chôn cất bò thần Apis thứ 30 vào năm trị vì thứ hai của vị vua này, cùng với hai người con là Takelot D và Harsieset H. Việc này tiếp tục được ghi chép lại trên một tấm bia, hiện cũng đang được lưu giữ tại Bảo tàng Louvre.

## An táng
Padiese được chôn cất ở phía tây nam của đền thờ thần Ptah tại Memphis, cách không xa mộ của cha và ông nội. Những ngôi mộ của 3 thế hệ đều được phát hiện vào năm 1942. Ngoài cỗ quan tài bằng bạc, khá nhiều tượng shabti và một rương đựng các bình canopic cũng được tìm thấy trong hầm mộ của Padiese.

## Hình ảnh

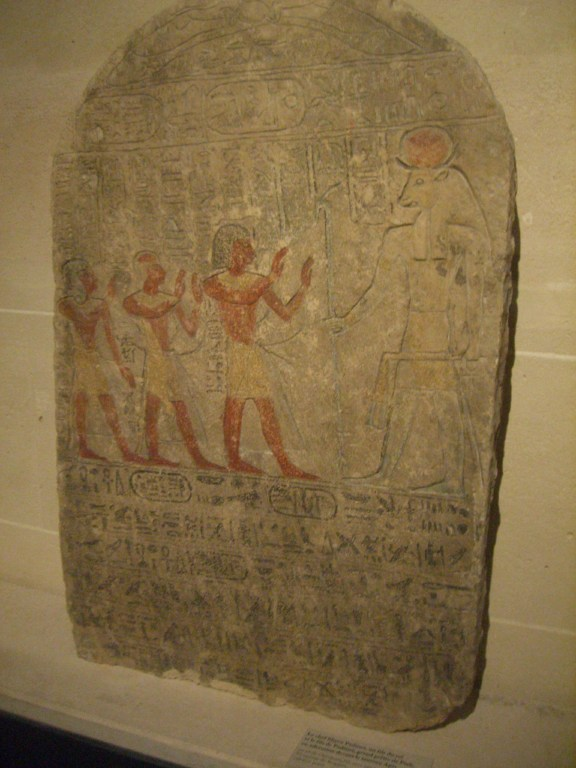
Tấm bia đánh dấu năm trị vì thứ 28 của Shoshenq III.
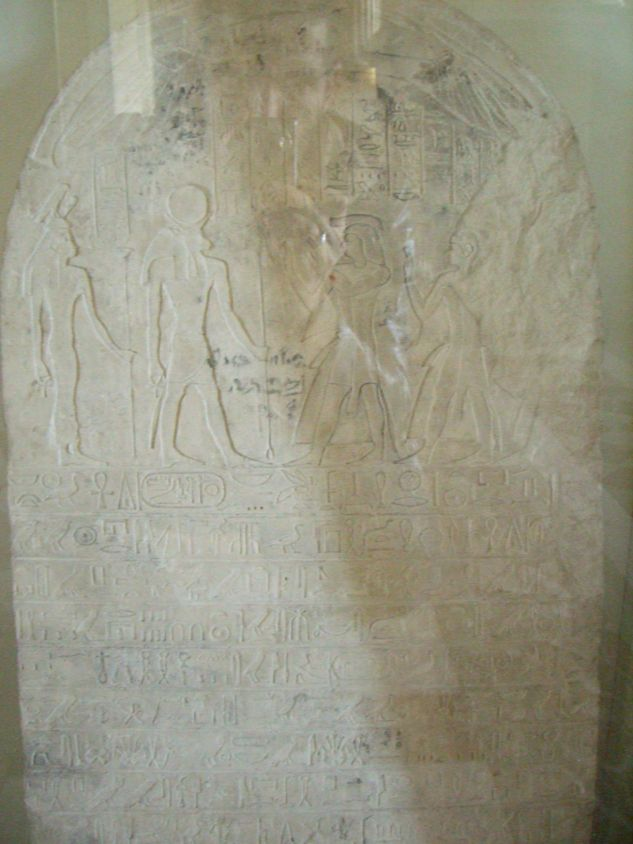
Tấm bia đánh dấu năm trị vì thứ hai của Pami.